# Пак Сын Джин
Пак Сын Джин (кор. 박승진?, 朴勝人?; 11 января 1941 — 5 августа 2011) — северокорейский футболист. Выступал на позиции полузащитника. Участник чемпионата мира 1966 года, автор двух голов сборной КНДР на турнире.

## Карьера

### В сборной
Чемпионат мира 1966 года стал самым запоминающимся событием в карьере Пака. На турнир команда КНДР пробилась благодаря победам в двух матчах над Австралией с общим счётом 9:2 (Пак отметился тремя забитыми мячами). Чемпионат северокорейцы начали с поражения от сборной СССР — 0:3. Во втором матче со сборной Чили, проигрывая по ходу встречи 0:1, северокорейцы всё же смогли отыграться благодаря дальнему удару Пака на 88-й минуте, а в третьей игре совершили невозможное — обыграли Италию (1:0) и вышли в четвертьфинал турнира. В 1/4 финала Пак Сын Джин вновь отличился, забив самый быстрый гол чемпионата мира в Англии уже на 1-й минуте встречи. Игроки сборной КНДР забили ещё два мяча, но не выдержали темпа матча и проиграли Португалии (3:5). Во всех четырёх матчах турнира Пак выводил команду на поле в качестве капитана.
В 1973 году Пак принимал участие в отборочных играх к чемпионату мира в ФРГ.
| Матчи и голы Пака Сын Джина за сборную КНДР | Матчи и голы Пака Сын Джина за сборную КНДР | Матчи и голы Пака Сын Джина за сборную КНДР | Матчи и голы Пака Сын Джина за сборную КНДР | Матчи и голы Пака Сын Джина за сборную КНДР | Матчи и голы Пака Сын Джина за сборную КНДР | Матчи и голы Пака Сын Джина за сборную КНДР |
| ------------------------------------------- | ------------------------------------------- | ------------------------------------------- | ------------------------------------------- | ------------------------------------------- | ------------------------------------------- | ------------------------------------------- |
| №                                           | Дата                                        | Место проведения                            | Соперник                                    | Счёт                                        | Голы                                        | Турнир                                      |
| 1                                           | 21 ноября 1965                              | Пномпень, Камбоджа                          | Австралия                                   | 6:1                                         | 2                                           | Отбор к ЧМ-1966 (стыковой матч)             |
| 2                                           | 24 ноября 1965                              | Пномпень, Камбоджа                          | Австралия                                   | 3:1                                         | 1                                           | Отбор к ЧМ-1966 (стыковой матч)             |
| 3                                           | 12 июля 1966                                | Мидлсбро, Англия                            | СССР                                        | 0:3                                         | -                                           | Чемпионат мира 1966                         |
| 4                                           | 15 июля 1966                                | Мидлсбро, Англия                            | Чили                                        | 1:1                                         | 1                                           | Чемпионат мира 1966                         |
| 5                                           | 19 июля 1966                                | Мидлсбро, Англия                            | Италия                                      | 1:0                                         | -                                           | Чемпионат мира 1966                         |
| 6                                           | 23 июля 1966                                | Ливерпуль, Англия                           | Португалия                                  | 3:5                                         | 1                                           | Чемпионат мира 1966                         |
| 7                                           | 4 мая 1973                                  | Тегеран, Иран                               | Иран                                        | 0:0                                         | -                                           | Отбор к ЧМ-1974                             |
| 8                                           | 6 мая 1973                                  | Тегеран, Иран                               | Сирия                                       | 1:1                                         | -                                           | Отбор к ЧМ-1974                             |
| 9                                           | 8 мая 1973                                  | Тегеран, Иран                               | Кувейт                                      | 0:0                                         | -                                           | Отбор к ЧМ-1974                             |
| 10                                          | 11 мая 1973                                 | Тегеран, Иран                               | Иран                                        | 1:2                                         | 1                                           | Отбор к ЧМ-1974                             |
| 11                                          | 13 мая 1973                                 | Тегеран, Иран                               | Сирия                                       | 3:0                                         | -                                           | Отбор к ЧМ-1974                             |
| 12                                          | 15 мая 1973                                 | Тегеран, Иран                               | Кувейт                                      | 0:2                                         | -                                           | Отбор к ЧМ-1974                             |

Итого: 12 матчей / 6 голов; 4 победы, 4 ничьих, 4 поражения.
В начале 2000-х Пак Сын Джин принял участие в съёмках фильма «Игра их жизней» режиссёра Дэниела Гордона о выступлении северокорейской сборной на чемпионате мира в Англии. В то время Пак работал тренером в одной из команд первого дивизиона КНДР.
По свидетельству беженца из КНДР Кан Чхольхвана Пак Сын Джин был заключенным северокорейского лагеря Ёдок.